# Population d'origine métropolitaine dans la France d'outre-mer
Les populations d'origine métropolitaine dans la France d'outre-mer composent une part significative des populations de France d'outre-mer, originaire de France métropolitaine, et découlant historiquement de la colonisation française de ces territoires.

## Appellations
Globalement, ces populations sont désignés sous le terme de « Métropolitains » ou « Métros », mais une distinction est parfois faite entre les installations récentes et celles plus anciennes. Diverses appellations existent. En Nouvelle-Calédonie, les descendants de Français métropolitains (et plus généralement d'Européens, cet archipel ayant connu également au XIXe siècle un apport important de colons anglo-saxons ou allemands) sont désignés sous le terme de « Caldoches ». Comme aux Antilles françaises, les appellations « béké » ou « créole » y sont employées pour les personnes ayant une ascendance remontant aux débuts de la colonisation. 
Plusieurs termes différents sont également employés selon les territoires pour les Français arrivés de Métropole et installés depuis peu dans une région ou collectivité d'outre-mer. En Polynésie française, ils sont généralement englobés dans le vocable popa’ā qui désigne plus généralement les blancs, ou popa’ā Farāni pour désigner plus spécifiquement les Français. Dans l'île de La Réunion, et en Nouvelle-Calédonie, ils sont appelés « Zoreilles », « Zoreils » (souvent raccourci, péjorativement ou non, en Nouvelle-Calédonie en « Zors » ou « Zozos »). Dans les Antilles françaises, la population blanche issue de l'Hexagone est communément appelée « métro. »

## Géographie

### Répartition géographique
Ces populations sont présentes aujourd'hui dans la France d'Outre-mer, qui regroupe :
- les Départements d'outre-mer :
  - la Guadeloupe
  - la Martinique
  - la Guyane
  - La Réunion
  - Mayotte
- les collectivités d'outre-mer :
  - la Polynésie française
  - Saint-Pierre-et-Miquelon
  - Wallis-et-Futuna
  - Saint-Martin
  - Saint-Barthélemy
- la Nouvelle-Calédonie.

Les Terres australes et antarctiques françaises et Clipperton n'ont pas d'habitat permanent.
D'un point de vue historique, les populations des anciennes colonies françaises comptaient également des populations d'origine métropolitaine, certaines aux caractéristiques très proches de celles existant alors dans les territoires restés français, mais elles ne sont pas abordées dans le présent article.

### Démographie
Les statistiques sur l'appartenance ethnique sont peu nombreuses et peu fiables en République française. Les questions relatives à l'appartenance ethnique ne sont généralement pas incluses dans les recensements, à l'exception de la Nouvelle-Calédonie depuis 2009. La plupart des statistiques reposent donc sur des sondages et des estimations. L'appartenance ethnique est également une donnée subjective, reposant sur l'opinion individuelle de la personne s'identifiant comme appartenant à une ethnie plutôt qu'à une autre, en particulier dans le cas d'un fort métissage.
Les populations d'origines métropolitaines, européennes ou plus généralement « blanches », sont souvent confondues. En raison du peuplement historique de l'outre-mer français, la part des Français est en effet prépondérante dans les populations désignées selon ces définitions ethniques. Une distinction est parfois faite entre les individus nouvellement installés en outre-mer et les descendants d'une installation plus ancienne, souvent accompagnée de métissage. Le métissage généralement important dans la colonisation française ajoute une difficulté supplémentaire dans l'identification d'une population d'« origine métropolitaine ». Dans certains cas, les métis représentent une part distincte et importante de la population totale, comme avec les « demis » de Polynésie française.
Au recensement de la population de 2009 en Nouvelle-Calédonie, le premier depuis 1996 à introduire une question sur l'appartenance communautaire, se distinguent : 
- les « Européens » qui représentent la deuxième catégorie derrière les Kanaks (Mélanésiens de l'archipel), avec 71 721 habitants se déclarant ainsi sur 245 580 Néo-Calédoniens, soit une proportion de 29,2 % : peuvent s'y retrouver aussi bien des « Caldoches » que des « Zoreilles ».
- les personnes se déclarant appartenir à « plusieurs communautés », dont une proportion assez large (quoique difficile à établir) ayant une ascendance française métropolitaine et donc pouvant se définir comme « Caldoches ». Ils étaient 20 398 et 8,3 % de la population totale.
- quelque 12 177 personnes et 4,96 % du total ont choisi de se définir, à travers la possibilité de cocher une case « Autre », comme « Calédoniens », s'agissant de membres de n'importe quelle autre communauté (dont de nombreux « Caldoches ») mais refusant d'être enfermés dans une définition purement ethnique de leur identité.

En Polynésie française, le Conseil économique, social et culturel identifie quatre groupes ethniques, dont :   
- la communauté des « demis », issue du métissage, qui représente environ 16 % de la population ;
- la communauté popa’ā , désignant globalement les « blancs », représente environ 12 % de la population totale. Environ 98 % de cette communauté est française.

En Guyane, les « Métros » représentent environ 12 % de la population. Les Békés désignent aux Antilles françaises un habitant créole à la peau claire descendant des premiers colons européens, et ils constituent moins d'un pour cent de la population locale. En Guadeloupe, les grands propriétaires terriens ont été guillotinés lors de la Révolution française. Les immigrants européens plus récents et les descendants des blancs de classe sociale plus basse appelés « Blancs-Pays », y représenteraient aujourd'hui un peu moins de 10 % de la population.

## Peuplement

### Origines
Historiquement, les premiers métropolitains s'installant dans les colonies qui font aujourd'hui partie de l'outre-mer français, sont essentiellement des agriculteurs, commerçants et marins. Le Bagne de Nouvelle-Calédonie a joué un rôle important dans le peuplement de cette collectivité territoriale, et une partie des bagnards y ont fait souche. En Guyane, le bagne de Cayenne n'a pas entrainé d'installation durable des bagnards, malgré l'instauration du principe de doublement des peines qui visait cet objectif,.
Une autre part significative du peuplement d'origine métropolitaine sont les cadres de l'administration envoyé dans l'Outre-mer pour un séjour limité et qui y ont fait souche : gouverneurs, administrateurs, juges, médecins et enseignants. Encore aujourd'hui, la majeure partie des métropolitains qui finissent par s'installer durablement dans l'outre-mer proviennent de ces trois derniers secteurs. Ces domaines de compétence relèvent en effet de l'État qui y nomme des fonctionnaires pour des séjours de courte durée. Une autre part importante et plus récente des nouveaux métropolitains s'installant en outre-mer, est représentée par les retraités. 
La colonisation du Second espace colonial français a conduit à un fort métissage dans la plupart de ces sociétés multiethniques. Les premières vagues de colons des XVIIIe et XIXe siècles ont donné naissance à des groupes qui s'identifient à leurs origines métropolitaines et à leur enracinement local, comme c'est le cas par exemple avec les « Caldoches » de Nouvelle-Calédonie, les « Békés » des Antilles précisément de la Martinique ou les « Demis » de Polynésie Française. En Guyane, au contraire, ces premiers colons n'ont pas constitué un groupe pérenne : « sans capitaux pour la plupart, peu nombreux, en proie à un climat si différent de celui de l’Europe, à des maladies endémiques, à des épidémies meurtrières, souvent à l’alcoolisme, au manque de femmes blanches, ils disparurent en tant que groupe ethnique différencié au XIXe siècle (…) les dernières familles créoles blanches disparurent sans laisser de traces, entre 1848 et 1890. »

### Classe sociale, et rôle économique et politique
Les populations d'origine métropolitaine représentent historiquement une part significative des classes sociales les plus élevées des populations habitant en France d'outre-mer. Ils composaient en effet la majeure partie des hauts fonctionnaires de l'administration, des grands exploitants agricoles, des médecins, juges, avocats et notaires, enseignants supérieurs, etc. Mais les métropolitains comptaient aussi une part significative de populations pauvres et très pauvres, venues dans les colonies à la recherche de terre et de travail, ou déportées au bagne. Ainsi, à la Réunion, les « Petits Blancs » désigne une frange pauvre et sans terre de la population insulaire, qui colonisa au cours du XIXe siècle les hauteurs de l'île, à l'accès difficile. Ils sont ainsi distingués des « Gros Blancs », grand propriétaires terriens de l'île, qui s'était notamment enrichi grâce aux plantations sucrières.
Le passé esclavagiste d'une partie des départements ou une colonisation plus conflictuelle comme en Nouvelle-Calédonie, a pu entrainer un fort ressentiment dans les autres communautés. La période de grève générale du début de l'année 2009 en Guadeloupe, menées par le LKP et accompagnée d'agressions et d'incendies, visait notamment les commerces considérés comme appartenant majoritairement aux Guadeloupéens d'origine métropolitaine, et s'identifiait symboliquement à une révolte de « l'esclave noir dominé par le maître blanc. »
Historiquement, des tensions raciales ont existé, notamment en raison de l'esclavage. L'abolition de l'esclavage dans les colonies françaises où elle se pratiquait (Guyane, Antilles, Réunion et Martinique) a entrainé la ruine économique de nombreux fermiers d'origine métropolitaine, en particulier en Guyane, et a marqué durablement les populations libérées. Au cours des XIXe et XXe siècles, des tensions raciales sont présentes, et la gradation dans la couleur de peau des métis semble une marque sociale importante. Mais l'assimilation culturelle et les mariages mixtes œuvrent aussi à apaiser les tensions. Le ressentiment semble davantage se fixer sur l'administration coloniale, le pouvoir métropolitain et les fonctionnaires le représentant.
La transition vers la départementalisation et territorialisation des anciennes colonies d'Outre-mer amorcée après 1946, conduit à un fort développement des secteurs publics. Les emplois liés à l'administration augmentent fortement, de nombreux hôpitaux et écoles sont construits, d'où l'augmentation du nombre de fonctionnaires en provenance de la métropole. En règle générale, cette évolution est conjointe à l'ensemble de l'outre-mer français, qui subit une transition d'une économie privilégiant le secteur primaire essentiellement agricole, vers une économie de service. L'indexation des salaires des fonctionnaires et militaires en Outre-mer existe depuis le milieu du XIXe siècle, et visait à attirer les fonctionnaires qualifiés, à soutenir l'économie des colonies, et à compenser la grande différence avec les prix pratiqués en métropole, notamment en raison de la forte croissance de la part des produits importés. La loi no 50-772 du 30 juin 1950 fixe les conditions d'application des soldes et indemnités des fonctionnaires civils et militaires relevant du ministère de la France d'outre-mer, mais chaque territoire, groupe de territoires, voire archipel, possède son propre taux d'indexation. En Guyane, l'indexation passe de 25 % à 40 % en 1957. En Polynésie française, l'indice de correction est fixé à 2,75 fois le salaire pratiqué en métropole, et sera ensuite régulièrement abaissé : 1,95 en 1979, et 1,85 en 1980, par exemple. Ce taux est encore modifié en 1981, avec 1,84 pour l'archipel des Îles de la Société, et  2,08 dans le reste de la Polynésie. En Nouvelle-Calédonie, l'indexation passe à 1,73 pour Nouméa, Mont-Dore, Dumbéa et Paita, et 1,94 dans les autres communes. Cette indexation, fréquemment critiqué en France métropolitaine comme un privilège coûteux, entraine une forte différence salariale entre le secteur public et privé. Si une grande partie des fonctionnaires d'état sont issus de la population locale, les métropolitains sont majoritaires dans les postes nécessitant de hautes qualifications et les échelons supérieurs, donc avec un salaire élevé.
Les descendants de métropolitains, créolisés ou métissés, sont également très présent au niveau politique, notamment pour les postes les plus élevés comme les députés et sénateurs représentant les différents territoires de l'Outre-mer. Parmi eux, citons par exemple Henri et Jacques Lafleur en Nouvelle-Calédonie, Gaston Flosse en Polynésie française, ou Jean Galmot, député de la Guyane en 1919, qui s'opposa fortement à l’administration française et aux représentants métropolitains. En effet, jusqu'en 1940 et souvent plus tard, les premières revendications autonomes, en particulier dans les domaines administratifs et financiers, sont principalement portées par les populations d'origine européennes.
Une partie des populations d'outre-mer d'origine métropolitaine est constituée de familles de notables très influentes économiquement et politiquement. Quelques-uns font usage de cette influence en 1940 pour précipiter le rattachement de leur colonie à la France libre. Une part importante des fonctionnaires métropolitains alors en poste, dont la présence est temporaire, manifestent une préférence pour la France vichyste ou font preuve d'attentisme. Au contraire, les populations indigènes soutiennent avec enthousiasme la poursuite de la guerre pour libérer la mère patrie de l'occupation allemande, comme c'est le cas en Nouvelle-Calédonie ou en Polynésie Française par exemple. Les jeunes d'origine métropolitaine ou métisse s'engagent dans la France Libre, conjointement aux jeunes locaux ayant d'autres origines. Revenus de la guerre, une partie de ces engagés reprennent les affaires familiales ou trouvent des postes dans l'administration. Restés attachés à la France Libre et à De Gaulle, comme la majorité des populations d'Outre-mer, leur influence se fait sentir lors du référendum de 1958 qui réorganise les DOM-TOM, et entraîne leur maintien au sein de la République Française, alors que ceux d'Afrique continentale et de Madagascar choisissent l'indépendance.

## Particularismes

### En Nouvelle-Calédonie
Des habitants d'origine européenne peuplent l'archipel de Nouvelle-Calédonie depuis plusieurs générations, et leurs ancêtres sont arrivés dans la colonie par le biais :
- de plusieurs vagues de colonisation libre : individuelle, spontanée mais aussi collective ou organisée par les pouvoirs publics, provenant de France métropolitaine ou d'autres foyers comme l'Irlande, la Grande-Bretagne, l'Allemagne ou l'Italie, par exemple.
- de la déportation entre 1864 et 1894 de condamnés métropolitains mais aussi Algériens vers le bagne.

Par la suite, ces populations ont pu connaître un fort métissage. Elles sont désignées par le terme de « Caldoche », apparu à la fin des années 1960, qui a longtemps eu un usage péjoratif avant d'être réapproprié par les populations concernées, à l'instar du mot « Canaque » devenu « Kanak » pour les Mélanésiens. Ces populations préfèrent parfois être désignées comme « Calédoniens » ou « Calédoniens européens ». Les « Caldoches » peuvent se distinguer entre habitants du Grand Nouméa et propriétaires terriens ou exploitants agricoles essentiellement urbains de la partie rurale de l'archipel (la « Brousse »), plus précisément appelés « Broussards ». 
Ils ont développé des pratiques culturelles particulières, mélange de leurs origines européennes, de leurs métissages, de culture française, de l'influence des voisins anglo-saxons (Australie et Nouvelle-Zélande), de la présence américaine durant la Seconde Guerre mondiale et des échanges avec les autres communautés. Cela comprend plusieurs particularités culturelles qui leur sont propres, notamment un usage du français, une cuisine et des manifestations telles les « foires » de Brousse incarnées par une ambiance similaire à celle du bush australien ou de l'ouest américain, avec des rodéos. 
Les Métropolitains arrivés récemment, dits « Métros » voire « Zoreilles » (reprenant l'appellation réunionnaise) et de là « Zozo » ou « Zor' », peuvent avoir mauvaise réputation auprès des autres communautés, y compris des « Caldoches ». L'essentiel des préjugés et clichés à leur encontre sont caricaturés dans la bande dessinée humoristique locale La Brousse en folie, à travers le personnage de Joinville (autre nom repris depuis pour désigner les Métropolitains), décrit comme le « métrofonctionnaire, a tous les diplômes. Il a tout vu, tout lu et touché la prime ». Surtout présents dans la fonction publique ou l'armée, leur embauche dans d'autres secteurs peut donner lieu à des réactions en faveur de la défense de l'« emploi local », protégé par une loi du pays votée en 2010.
Beaucoup d'Antillais ont cherché aussi à obtenir des postes de fonctionnaires en Nouvelle-Calédonie, ce qui leur procure  des avantages conséquents pour leur retraites contrairement à ce qu'ils auraient aux Antilles.
Ce qui est surprenant c'est de constater plus de préjugés antillais envers les Canaques que de préjugés métropolitains envers les Canaques
ils présentent souvent les Canaques comme fainéants, alcooliques, agressifs et vous déconseille souvent d'aller à la rencontre de ce peuple [réf. nécessaire]